# Stockholm Spectator
Stockholm Spectator var en engelskspråkig blogg där svensk politik diskuterades. Texterna som publiceras var vanligen starkt kritiska mot vad som uppfattades som svensk vänsterkonsensus och antiamerikanism. Den ton som användes och de påståenden som gjordes om namngivna journalister skapade viss debatt i media. Initiativtagare var Michael Moynihan och det fanns 2004 planer på att lansera en papperstidning.